# Andrei Borissowitsch Korsakow
Andrei Borissowitsch Korsakow  (russisch Андрей Борисович Корсаков; * 7. Mai 1946 in Moskau; † 19. Januar 1991 ebenda) war ein russischer Geiger, Lehrer und Dirigent.

## Leben
Korsakow ist ein entfernter Verwandter von Nikolai Rimski-Korsakow und ist wegen seiner exquisiten Aufnahmen bekannt. Seine Tochter ist die Konzertgeigerin Natasha Korsakova. Korsakow starb am 19. Januar 1991 im Alter von 44 Jahren.

## Beruflicher Werdegang
Korsakow begann im Alter von 7 Jahren ein Violinstudium bei seinem Vater Boris Korsakow an der Zentralschule in Moskau. Sein Debüt gab er 1954 (vielleicht 1955) am Moskauer Konservatorium. Im Alter von 18 Jahren studierte er am Moskauer Konservatorium bei Boris Belenky und Leonid Borissowitsch Kogan. Bereits während des Studiums hat er Preise beim Paganini-Wettbewerb in Genua, beim Jacques-Thibaud-Wettbewerb in Paris und beim Montreal-Wettbewerb in Kanada gewonnen. 1971 wurde er mit dem zweiten Preis des Queen Elizabeth Wettbewerbs ausgezeichnet. Andrei Korsakow unterrichtete Violine am Moskauer Konservatorium und leitete Seminare an der International Academy of Music Art in Frankreich – zu seinen Schülern gehören Natalia Alenitsyna und Alexander Spivak. Im Jahr 1980, im Alter von 34 Jahren, gründete er das russische Kammerensemble „Concertino“, das er 11 Jahre lang leitete. 1989 wurde er Chefdirigent und künstlerischer Leiter des Russischen Kammerorchesters.

## Instrumente
Er spielte zunächst eine Andrea-Guarneri-Geige aus der Russischen Staatssammlung und später eine Francesco Ruggieri.
| Personendaten    | Personendaten                         |
| ---------------- | ------------------------------------- |
| NAME             | Korsakow, Andrei Borissowitsch        |
| ALTERNATIVNAMEN  | Корсаков, Андрей Борисович (russisch) |
| KURZBESCHREIBUNG | russischer Violinist                  |
| GEBURTSDATUM     | 7. Mai 1946                           |
| GEBURTSORT       | Moskau                                |
| STERBEDATUM      | 19. Januar 1991                       |
| STERBEORT        | Moskau                                |